# Pokémon: Detectiv Pikachu
Pokémon: Detectiv Pikachu (cunoscut în mod obișnuit ca Detective Pikachu) este un film fantastic din 2019 regizat de Rob Letterman. Bazat pe franciza Pokémon, filmul este o adaptare liberă a jocului video din 2016 cu același nume. A fost scris de Rob Letterman, Dan Hernandez, Benji Samit și Derek Connolly, dintr-o poveste a lui Hernandez, Samit și Nicole Perlman și produs de Legendary Pictures și Toho. A fost primul film „Pokémon” de acțiune reală și primul film de acțiune live bazat pe o proprietate a unui joc Nintendo de la  Super Mario Bros. (1993).